# Acalolepta subpustulata
Acalolepta subpustulata är en skalbaggsart som först beskrevs av Stefan von Breuning 1960.  Acalolepta subpustulata ingår i släktet Acalolepta och familjen långhorningar. Inga underarter finns listade i Catalogue of Life.